# Саитово (Фёдоровский район)
Саитово (баш. Һәйет) — деревня в Федоровском районе Башкортостана, относится к Разинскому сельсовету.

## География
Расстояние до:
- районного центра (Фёдоровка): 38 км,
- центра сельсовета (Ключевка): 9 км,
- ближайшей ж/д станции (Мелеуз): 26 км.

## История
Возглавляла Разинский сельсовет, согласно данным административно-территориальное деления БАССР на 1 июня 1952 и на 1 января 1969 года.

## Население
| 2002 | 2009 | 2010 |
| ---- | ---- | ---- |
| 318  | →318 | ↘307 |

Национальный состав
Согласно переписи 2002 года, преобладающая национальность — башкиры (86 %).

## Известные жители
- Мурзабулатова (Исянгулова) Зухра Рафиловна (башк. Мырҙабулатова (Иҫәнғолова) Зөһрә Рафил ҡыҙы); 7 июня 1997, д. Саитово, Федоровский район — модель, блогер, научный сотрудник Национального Музея Республики Башкортостан, участница конкурса красоты "Башкортостан гузале" 2019 г. (2 место).